# Меден бук
Меден бук е село в Южна България. То се намира в община Ивайловград, област Хасково.

## География
Село Меден бук се намира в планински район.